# La Reine vierge
Pour plus de détails, voir Fiche technique et Distribution.
La Reine vierge (Young Bess) est un film américain en Technicolor réalisé par George Sidney sorti en 1953.

## Synopsis
En 1558, Élisabeth Ire devient reine d’Angleterre. Mme Ashley, sa gouvernante, et M. Parry, son intendant, se souviennent des joies et des peines qui ont jalonné sa jeunesse…
En 1536, Henri VIII fait exécuter sa femme Anne Boleyn et écarte sa fille Élisabeth, surnommée Bess, de la cour royale. Après s’être marié trois fois, Henri épouse Catherine Parr, nouvelle reine auprès de qui Bess, rentrée en grâce, trouve sympathie et soutien. De forte personnalité, Bess s’affirme et surprend son père. Elle tombe amoureuse de Thomas Seymour, amiral de la flotte anglaise et homme de confiance du roi. Le vieux roi Henri VIII meurt et c’est son jeune fils Édouard qui lui succède sous un conseil de régence dirigé par Ned Seymour, frère de Thomas. Mais Ned Seymour et sa femme sont des intrigants. 
Bess qui espère bien devenir reine un jour pour réorganiser et affirmer la puissance de l’Angleterre, s’oppose violemment avec Thomas au despotisme de Ned Seymour. Elle découvre plus tard la liaison de Thomas et de Catherine Parr, mais malgré cela, elle favorise leur mariage. Thomas prouvera à Bess qu’il l’aime autant que Catherine. Très dévoué à sa femme, il se consacre entièrement à elle, mais elle meurt peu de temps après en couches.
Plus tard, Bess revoit Thomas, toujours amoureux d’elle, mais Ned Seymour fait condamner à mort son frère pour trahison. Malgré toute la détermination de Bess à sauver Thomas, il sera exécuté. La future reine d’Angleterre, endurcie par les épreuves sera prête, le moment venu, à provoquer et affronter son destin. 

## Fiche technique
- Titre : La Reine vierge
- Titre original : Young Bess
- Réalisation : George Sidney
- Scénario : Jan Lustig et Arthur Wimperis d’après le roman de Margaret Irwin
- Production : Sidney Franklin
- Société de production : Metro-Goldwyn-Mayer
- Musique : Miklós Rózsa
- Photographie : Charles Rosher
- Montage : Ralph E. Winters
- Décors : Cedric Gibbons et Urie McCleary
- Costumes : Walter Plunkett
- Pays d'origine : États-Unis
- Langue : anglais
- Format : couleurs (Technicolor) - 1,37:1
- Genre : Film historique
- Durée : 112 min
- Dates de sortie : 
  - France : 1954
  - États-Unis : 29 mai 1953

## Distribution
- Jean Simmons (VF : Arlette Thomas) : La jeune Bess (Élisabeth Ire d’Angleterre)
- Stewart Granger (VF : Roland Ménard) : Thomas Seymour
- Deborah Kerr (VF : Jacqueline Porel) : Catherine Parr
- Charles Laughton (VF : Jean Marchat) : Le roi Henri VIII
- Kay Walsh : Mme Ashley
- Guy Rolfe (VF : Jean Martinelli) : Ned Seymour
- Kathleen Byron (VF : Denise Bosc) : Jeanne Seymour
- Cecil Kellaway (VF : Émile Duard) : M. Parry
- Rex Thompson : Le jeune roi Édouard VI d'Angleterre
- Robert Arthur : Le page Barnabé
- Leo G. Carroll : M. Mums, le précepteur
- Elaine Stewart : Anne Boleyn
- Dawn Addams : Kate Howard
- Ivan Triesault
- Doris Lloyd : Mère Jack
- Lumsden Hare : L'archiprêtre Cranmer